# Лагін Лазар Йосипович
Лазар Йосипович Лагін (справжнє прізвище — Гінзбург; 21 листопада [4 грудня] 1903, Вітебськ, Російська імперія — 16 червня 1979, Москва, СРСР) — радянський письменник, журналіст та поет. Автор повісті-казки «Старий Хотабич».

## Біографія
Народився у Вітебську в бідній єврейській родині. Батько Йозеп Файвелевич Гінзбург працював плотогоном і через рік після народження сина, зібравши грошей, перебрався разом із родиною до Мінська, де відкрив лавку для торгівлі залізними виробами.
У 1919 році, після закінчення середньої школи в Мінську, Лазар йде добровольцем на Громадянську війну. У 1920 році він вступає у ВКП(б), а також займається організацією комсомолу на території Білорусі. У 1922 році починає виступати на сторінках газет.
Після закінчення навчання в Інституті народного господарства ім. К. Маркса починає служити червоноармійцем Сімферопольської полкової школи. З 1934 року Лазар стає заступником головного редактора журналу «Крокодил» — М. Ю. Кольцова. У 1936 році стає членом Спілки письменників СРСР. У 1938 році під авторством Лагіна в журналі «Піонер» публікується казка «Старий Хотабич».
З початком Німецько-радянської війни Лазар працює в газеті «Червоний чорноморець» Чорноморського флоту, а також бере участь в обороні Одеси, Севастополя та Керчі.
Після війни Лазар пише на їдиш книгу «Мої друзі чорноморці» (1947), присвячену євреям-героям флоту, а також «Патент АВ» (1947) і роман «Острів розчарування» (1951), за який він у 1953 році отримав Сталінську премію. У 1956 році Лагін працює над сценарієм до фільму Геннадія Казанського «Старий Хотабич».
Помер Лазар Лагін 16 червня 1979 року у Москві. Похований на Кунцевському кладовищі.